# Edwin Thanhouser
Edwin Thanhouser (11 novembre 1865-21 mars 1956) était un acteur, homme d'affaires, et producteur de cinéma. Il est le fondateur de la Thanhouser Company, avec son épouse Gertrude Thanhouser et son beau-frère Lloyd Lonergan.

## Films produits
- 1915 : Inspiration
- 1916 : King Lear